# Distrikt Chavinillo
Der Distrikt Chavinillo liegt in der Provinz Yarowilca in der Region Huánuco in Westzentral-Peru. Der Distrikt wurde am 14. September 1906 gegründet. Er besitzt eine Fläche von 206 km². Beim Zensus 2017 wurden 5015 Einwohner gezählt. Im Jahr 2007 lag die Einwohnerzahl bei 6721. Sitz der Distrikt- und Provinzverwaltung ist die 3471 m hoch gelegene Kleinstadt Chavinillo mit 2081 Einwohnern (Stand 2017). Chavinillo befindet sich 40 km westnordwestlich der Regionshauptstadt Huánuco.

## Geographische Lage
Der Distrikt Chavinillo befindet sich an der Westflanke der peruanischen Zentralkordillere ostzentral in der Provinz Yarowilca. Der Río Marañón fließt entlang der südwestlichen Distriktgrenze in Richtung Nordnordwest.
Der Distrikt Chavinillo grenzt im Südwesten an den Distrikt Cáhuac, im Nordwesten an den Distrikt Obas, im Norden an den Distrikt Aparicio Pomares, im Osten an den Distrikt Santa María del Valle (Provinz Huánuco), im Südosten an den Distrikt Jacas Chico sowie im Süden an den Distrikt Choras.

## Ortschaften
Im Distrikt gibt es neben dem Hauptort folgende größere Ortschaften:
- Ayapiteg
- Huayuculano (228 Einwohner)
- Jarpo
- Llicllatambo
- Pariapampa (237 Einwohner)
- Rain Condor
- Santa Rosa